# Antonio da Fabriano (vescovo)
Antonio da Fabriano (... – 1470) è stato un vescovo cattolico italiano.

## Biografia
Entrò a far parte dell'ordine dei frati minori di San Francesco nel convento di Fabriano. Fu nominato vescovo di Suacia il 18 luglio 1446 da papa Eugenio IV. Venne ordinato il successivo 30 novembre.
Dopo la presa di Suacia da parte dei Turchi, papa Paolo II lo trasferì alla sede di Caorle il 20 aprile 1465, autorizzandolo però a mantenere insieme i titoli di vescovo di Suacia e di Caorle. Infatti viene annoverato, ora in qualità di vescovo di Suacia e ora di Caorle, tra i Vicegerenti del cardinale Pietro Barbo, all'epoca vescovo di Vicenza e in seguito assurto al soglio pontificio con il nome di Paolo II, insieme con Marino Contarini, vescovo di Cattaro, Giovanni Barozzi, vescovo di Bergamo, all'arcidiacono di Vicenza Francesco Morosini e ad Angelo Fasolo, vescovo di Modone. Trovandosi a Roma pagò la tassa per la presa in consegna della diocesi di Caorle, giurando nelle mani dei vescovi Roberto degli Adimari di Montefeltro e Marco Negro di Cattaro.
Viene citato dal Magrini per dissipare i dubbi sulla assegnazione del titolo di cattedrale alla chiesa di Sant'Eleuterio di Vicenza, chiarendo che  «le Mitrie Episcopali che ora in essa si vedono, vi furono poste dal vescovo di Caorle, F. Antonio da Fabriano, Vicegerente del Cardinale e Vescovo Vicentino, Pietro Barbo del 1469, che ivi habitava».
Morì nel 1470. Secondo il Riccardi, dopo la sede caprulana avrebbe ricoperto il ruolo di vescovo di Gubbio; tuttavia tale notizia non compare nella cronotassi di Eubel, ed è possibile che il Riccardi si sia confuso con Matteo da Fabriano, anch'egli dell'ordine dei minori, vescovo di Gubbio tra il 1401 e il 1405.

## Genealogia episcopale
La genealogia episcopale è:
- Vescovo Rodolfo, O.E.S.A.
- Vescovo Antonio da Fabriano, O.F.M.